# Осборн, Мэри Поуп

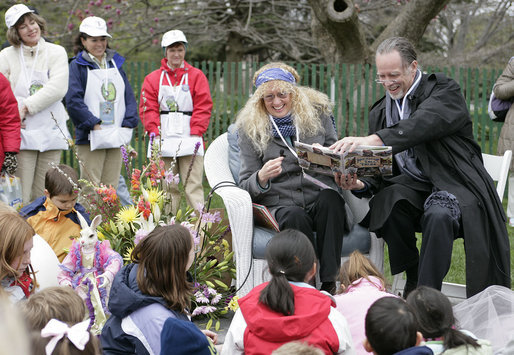
Мэри Поуп Осборн и её муж Уилл Осборн читают вслух свою новую книгу «Длинные американские сказки» 9 апреля 2007 во время пасхальной церемонии в Белом доме США.

Мэри Поуп Осборн (англ. Mary Pope Osborne; (20 мая 1949, Форт-Силл, Оклахома) — американская детская писательница. Наиболее известным её произведением является серия детских книг «Волшебный дом на дереве», переведённая более чем на 20 языков и проданная в количестве свыше 53 миллионов экземпляров.

## Биография
Родилась в семье полковника Уильяма Поупа, имела несколько сестёр и братьев. До того, как ей исполнилось 15 лет, вся семья часто переезжала в связи со сменами мест службы отца — так они побывали в Оклахоме, в Австрии, во Флориде, и наконец обосновались в Северной Каролине после его отставки. Как говорила сама Мэри Осборн, её любовь к приключениям во многом была предопределена тем, как часто она кочевала в детстве с одного места в другое.
Окончила Университет Северной Каролины в Чапел-Хилл. Много путешествовала по странам мира, пока не обосновалась в Нью-Йорке. В 1976 вышла замуж за Уилла Осборна, актёра и автора детских пьес, с которым сотрудничает в литературе.
В 1993—1997 гг. занимала должность 27-го президента Гильдии писателей.

## «Волшебный дом на дереве»
Её первая книжка «Беги, беги как можно быстрее» (Run, Run, As Fast As You Can, 1982) была частично автобиографической историей девочки, выросшей в семье военного. За ней последовало ещё несколько книг, рассчитанных в основном на юношескую аудиторию, после чего издательство предложило ей написать серию книг, связанных общим сюжетом. Следующий год Мэри Осборн потратила на то, чтобы сформулировать ключевые идеи сюжета. В конце концов её героями стали 8-летний Джек и его 7-летняя сестра Энни, живущие в живописном выдуманном посёлке Фрог-Крик (Лягушачий Ручей) в штате Пенсильвания. В 1992 была опубликована первая книга из серии «Волшебный дом на дереве» — «Динозавры накануне заката» (Dinosaurs Before Dark). Завязкой сюжета было то, что дети обнаружили волшебный дом, скрытый в ветвях высокого дуба поблизости от их дома. Хозяйкой дома является фея Моргана, легендарная сестра Короля Артура, которая по сюжету является главным библиотекарем Камелота. Когда Джек и Энни прочитали одну из книг Морганы, они были перенесены в то место, где случайно пожелали оказаться.
Книга имела успех, и в дальнейшем Осборн выпустила ещё 27 книг в той же серии. Начиная с 29-й книги, Осборн переименовала серию — теперь она получила название «Волшебный домик на дереве — Миссии Мерлина» («Magic Tree House Merlin Missions»), поскольку теперь новые задания детям давал волшебник Мерлин. Теперь герои стали старше на 2 года, хотя ранее Осборн в интервью обещала, что не будет их «старить».
В 2006 серия книг о волшебном доме даже превзошла по популярности Гарри Поттера, заняв первое место в списке бестселлеров New York Times. Серия получила ряд премий от таких организаций, как Национальный совет учителей английского, Американской ассоциации книготорговцев, а сама Осборн получила Мемориальную премию Лудингтон от Ассоциации педагогической литературы и Премию пожизненного достижения от Random House Sales Force.
«Волшебный дом на дереве» породил многочисленные подражания. В частности, в Канаде возникла серия Canadian Flyer Фриды Вишински о приключениях брата с сестрой на летающих санях, также попадающих в разные эпохи.

## Экранизации
В 2011 году на Международном кинофестивале в Токио состоялась премьера полнометражного анимационного фильма студии Asia-Do Magic Tree House. Лента собрала в прокате 5 747 918 долларов.
В 2016 году права на экранизацию серии книг «Волшебный дом на дереве» приобрела медиакомпания Lionsgate.